# Jacques Tondu
Pour les articles homonymes, voir Tondu.
Jacques Tondu, né le 26 mai 1827 à Pont-de-Veyle (Ain) où il est mort le 28 décembre 1900, est un homme politique français.

## Biographie
Issu d'une lignée de notaire, il succède à son père en 1852. Il est maire de Pont-de-Veyle en 1870 et député de l'Ain de 1876 à 1889. Il siège au groupe de la Gauche républicaine, et est l'un des 363 qui refusent la confiance au gouvernement de Broglie, le 16 mai 1877. Il ne se représente pas en 1889 et devient, de 1890 à 1893, directeur de l’asile d'aliénés de Bron. Il est aussi conseiller général du département de l'Ain et vice-président de l'Assemblée départementale. 

## Sources
- « Jacques Tondu », dans le Dictionnaire des parlementaires français (1889-1940), sous la direction de Jean Jolly, PUF, 1960 [détail de l’édition]
- « Jacques Tondu », dans Adolphe Robert et Gaston Cougny, Dictionnaire des parlementaires français, Edgar Bourloton, 1889-1891 [détail de l’édition]